# Oxana Yermakova
Oxana Ivánovna Yermakova –en ruso, Оксана Ивановна Ермакова; en estonio escrito como Oksana Jermakova– (Tallin, URSS, 16 de abril de 1973) es una deportista rusa de origen estonio que compitió en esgrima, especialista en la modalidad de espada.
Participó en tres Juegos Olímpicos de Verano, obteniendo dos medallas de oro en la prueba por equipos, en Sídney 2000 (junto con Tatiana Logunova, Mariya Mazina y Karina Aznavurian) y en Atenas 2004 (con Tatiana Logunova, Anna Sivkova y Karina Aznavurian).
Ganó cinco medallas en el Campeonato Mundial de Esgrima entre los años 1991 y 2003, y seis medallas en el Campeonato Europeo de Esgrima entre los años 2002 y 2005.

## Palmarés internacional
| Representando a la URSS |                        |                   |                    |
| Campeonato Mundial      |                        |                   |                    |
| Año                     | Lugar                  | Medalla           | Prueba             |
| 1991                    | Budapest (Hungría)     | Medalla de bronce | Espada individual  |
| 1991                    | Budapest (Hungría)     | Medalla de bronce | Espada por equipos |
| Representando a Estonia |                        |                   |                    |
| Campeonato Mundial      |                        |                   |                    |
| Año                     | Lugar                  | Medalla           | Prueba             |
| 1993                    | Essen (Alemania)       | Medalla de oro    | Espada individual  |
| 1995                    | La Haya (Países Bajos) | Medalla de bronce | Espada por equipos |
| Representando a Rusia   |                        |                   |                    |
| Juegos Olímpicos        |                        |                   |                    |
| Año                     | Lugar                  | Medalla           | Prueba             |
| 2000                    | Sídney (Australia)     | Medalla de oro    | Espada por equipos |
| 2004                    | Atenas (Grecia)        | Medalla de oro    | Espada por equipos |
| Campeonato Mundial      |                        |                   |                    |
| Año                     | Lugar                  | Medalla           | Prueba             |
| 2003                    | La Habana (Cuba)       | Medalla de oro    | Espada por equipos |
| Campeonato Europeo      |                        |                   |                    |
| Año                     | Lugar                  | Medalla           | Prueba             |
| 2002                    | Moscú (Rusia)          | Medalla de plata  | Espada por equipos |
| 2002                    | Moscú (Rusia)          | Medalla de bronce | Espada individual  |
| 2003                    | Bourges (Francia)      | Medalla de oro    | Espada por equipos |
| 2004                    | Copenhague (Dinamarca) | Medalla de oro    | Espada por equipos |
| 2004                    | Copenhague (Dinamarca) | Medalla de bronce | Espada individual  |
| 2005                    | Zalaegerszeg (Hungría) | Medalla de oro    | Espada por equipos |